# Liste der Monuments historiques in Brie (Ille-et-Vilaine)
Die Liste der Monuments historiques in Brie (Ille-et-Vilaine) führt die Monuments historiques in der französischen Gemeinde Brie auf.

## Liste der Objekte
| Bezeichnung                                              | Beschreibung                       | Standort                                        | Kennzeichnung | Schutzstatus | Datum | Bild           |
| -------------------------------------------------------- | ---------------------------------- | ----------------------------------------------- | ------------- | ------------ | ----- | -------------- |
| Prozessionsfahne Nr. 5: Sacré-Coeur                      | Stoff, 1920                        | in der Kirche Notre-Dame de l’Assomption (Lage) | PM35002597    | Inscrit      | 1991  |                |
| Zwei Beichtstühle                                        | Holz, 1817                         | in der Kirche Notre-Dame de l’Assomption (Lage) | PM35001542    | Inscrit      | 1977  |                |
| Taufbecken                                               | Marmor, 19. Jahrhundert            | in der Kirche Notre-Dame de l’Assomption (Lage) | PM35002592    | Inscrit      | 1991  |                |
| Monstranz                                                | Silber, vergoldet, 1865            | in der Kirche Notre-Dame de l’Assomption (Lage) | PM35002598    | Inscrit      | 1991  |                |
| Ziborium Nr. 1                                           | Silber, vergoldet, um 1800         | in der Kirche Notre-Dame de l’Assomption (Lage) | PM35002599    | Inscrit      | 1991  |                |
| Zwei Retabeln: Heiliger Johannes und heiliger Fiacrius   | Stein, 1653                        | in der Kirche Notre-Dame de l’Assomption (Lage) | PM35000073    | Classé       | 1911  |                |
| Kanzel                                                   | Kirschholz, 1817                   | in der Kirche Notre-Dame de l’Assomption (Lage) | PM35001541    | Inscrit      | 1977  | weitere Bilder |
| Kelch und Patene Nr. 1                                   | Silber, vergoldet, 1920            | in der Kirche Notre-Dame de l’Assomption (Lage) | PM35002601    | Inscrit      | 1991  |                |
| Retabel des Hauptaltars                                  | Stein, 1638                        | in der Kirche Notre-Dame de l’Assomption (Lage) | PM35000072    | Classé       | 1911  |                |
| Prozessionsfahne Nr. 1: Prêtre et Saint Michel           | Stoff, Ende des 19. Jahrhunderts   | in der Kirche Notre-Dame de l’Assomption (Lage) | PM35002593    | Inscrit      | 1991  |                |
| Prozessionsfahne Nr. 2: Crucifixion et Vierge à l’Enfant | Stoff, 1860                        | in der Kirche Notre-Dame de l’Assomption (Lage) | PM35002594    | Inscrit      | 1991  |                |
| Prozessionsfahne Nr. 3: Assomption et Sacré Coeur        | Stoff, 1860                        | in der Kirche Notre-Dame de l’Assomption (Lage) | PM35002595    | Inscrit      | 1991  |                |
| Prozessionsfahne Nr. 4: Immaculée conception             | Stoff, Anfang des 20. Jahrhunderts | in der Kirche Notre-Dame de l’Assomption (Lage) | PM35002596    | Inscrit      | 1991  |                |
| Ziborium Nr. 2                                           | Silber, 1848                       | in der Kirche Notre-Dame de l’Assomption (Lage) | PM35002600    | Inscrit      | 1991  |                |
| Kelch und Patene Nr. 2                                   | Silber, vergoldet, 1880            | in der Kirche Notre-Dame de l’Assomption (Lage) | PM35002602    | Inscrit      | 1991  |                |